# Oxyagrion rubidum
Oxyagrion rubidum – gatunek ważki z rodziny łątkowatych (Coenagrionidae). Występuje na terenie Ameryki Południowej.